# Gyantse, Shigatse
Gyantze, även känt som Gyangzê, är ett härad (dzong) som lyder under staden Shigatse i Tibet-regionen i sydvästra Kina. I häradet ligger den historiskt betydande köpingen med samma namn.

Gyantse
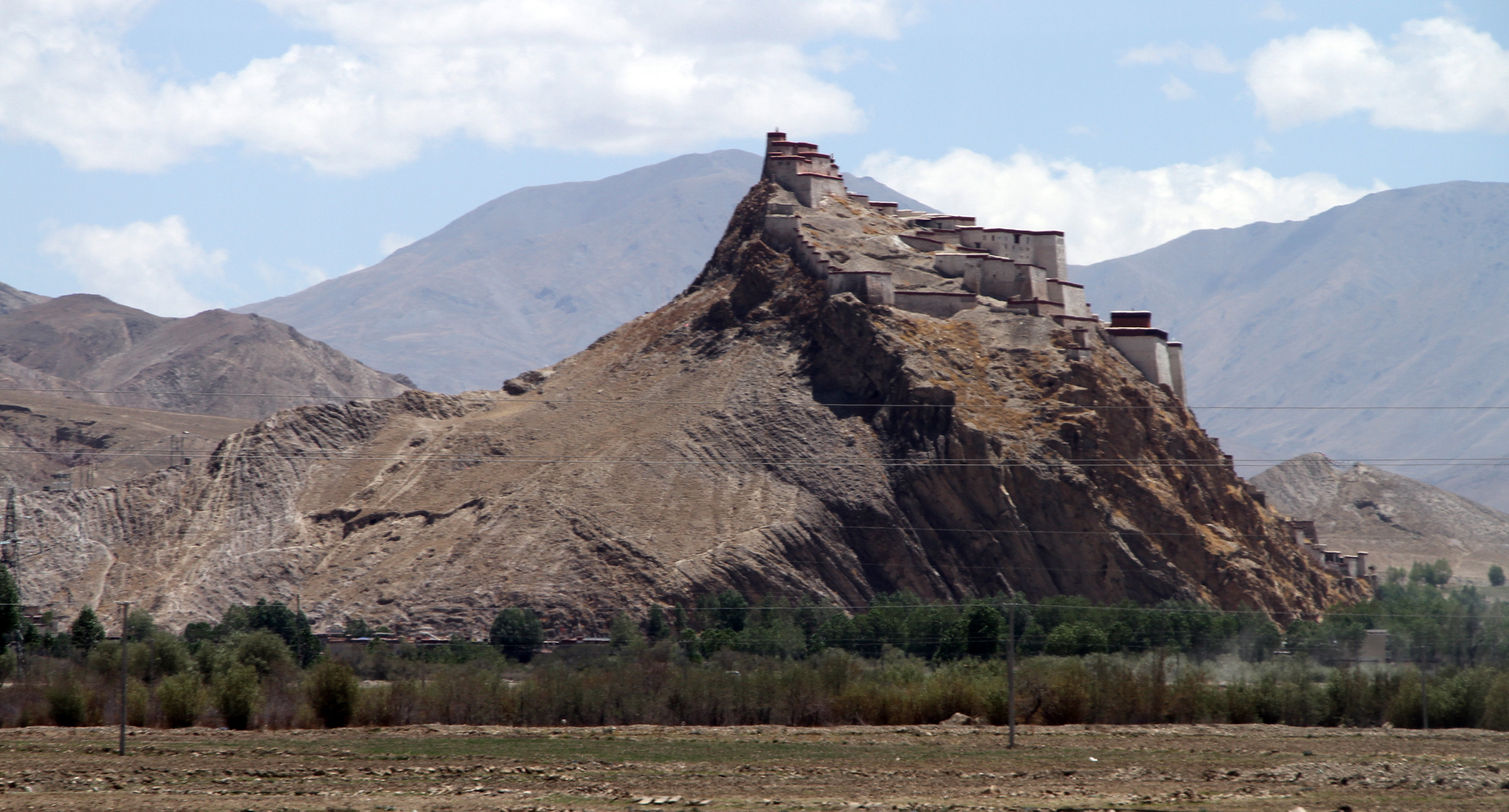
Dzong
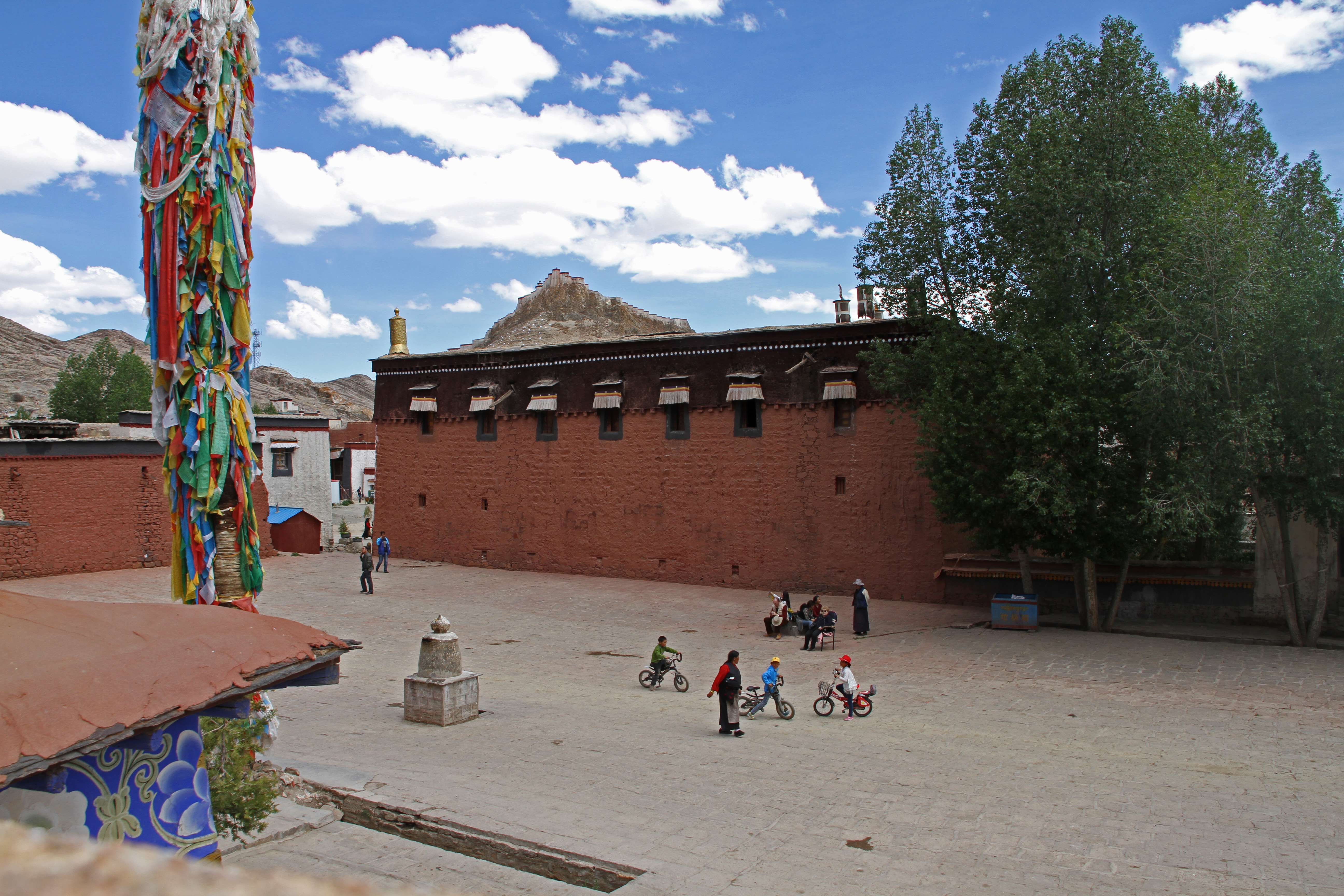
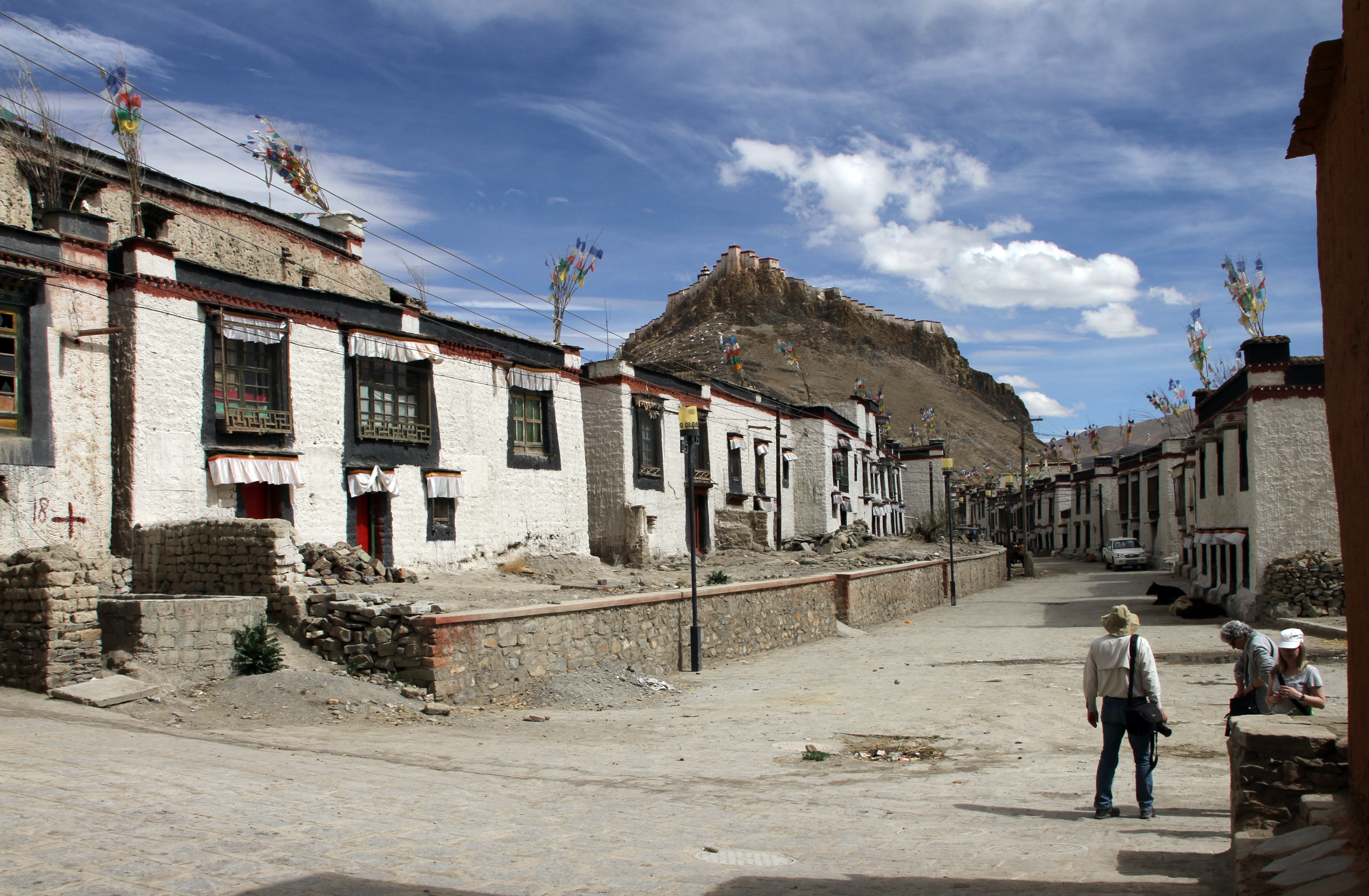
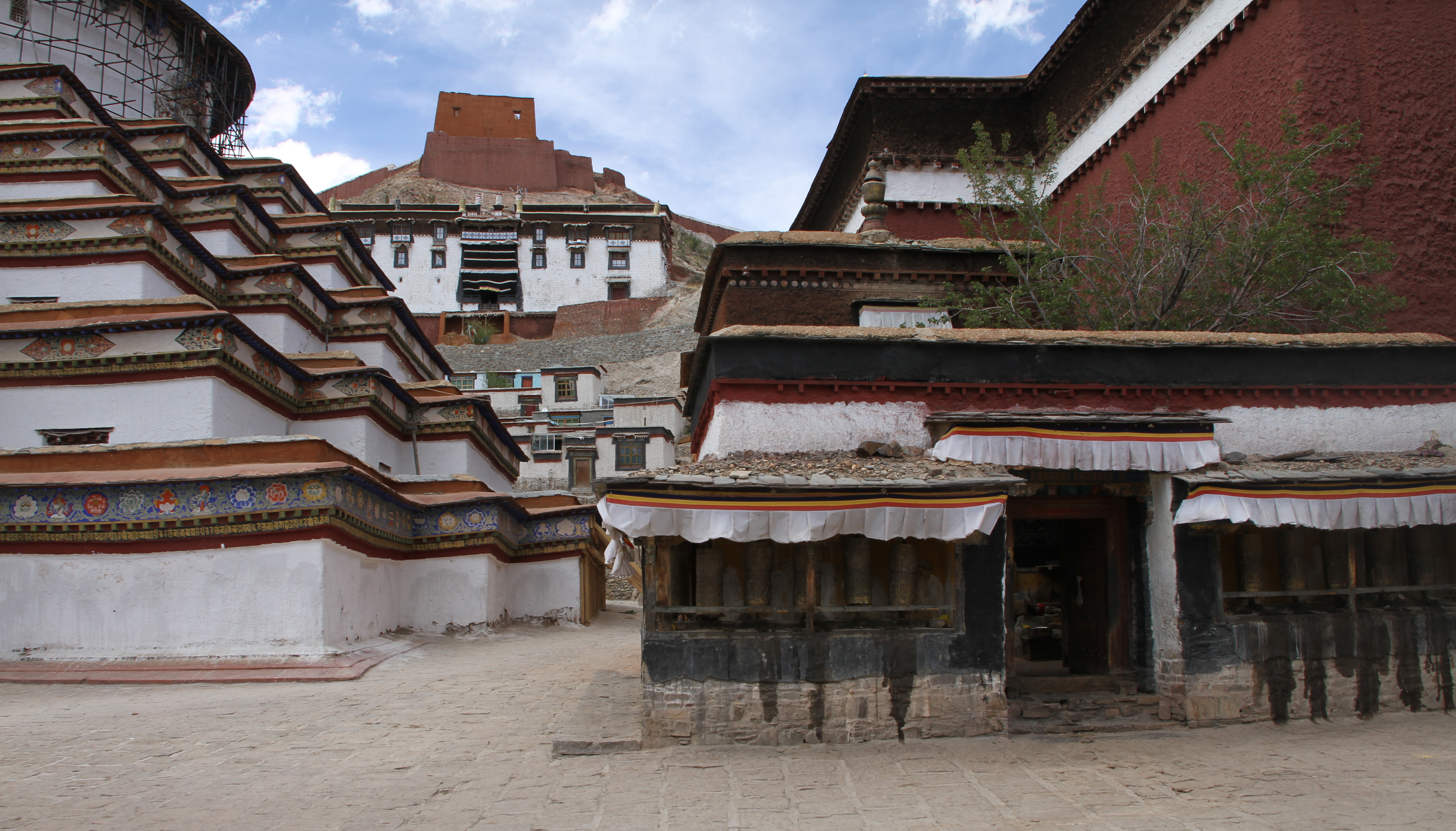
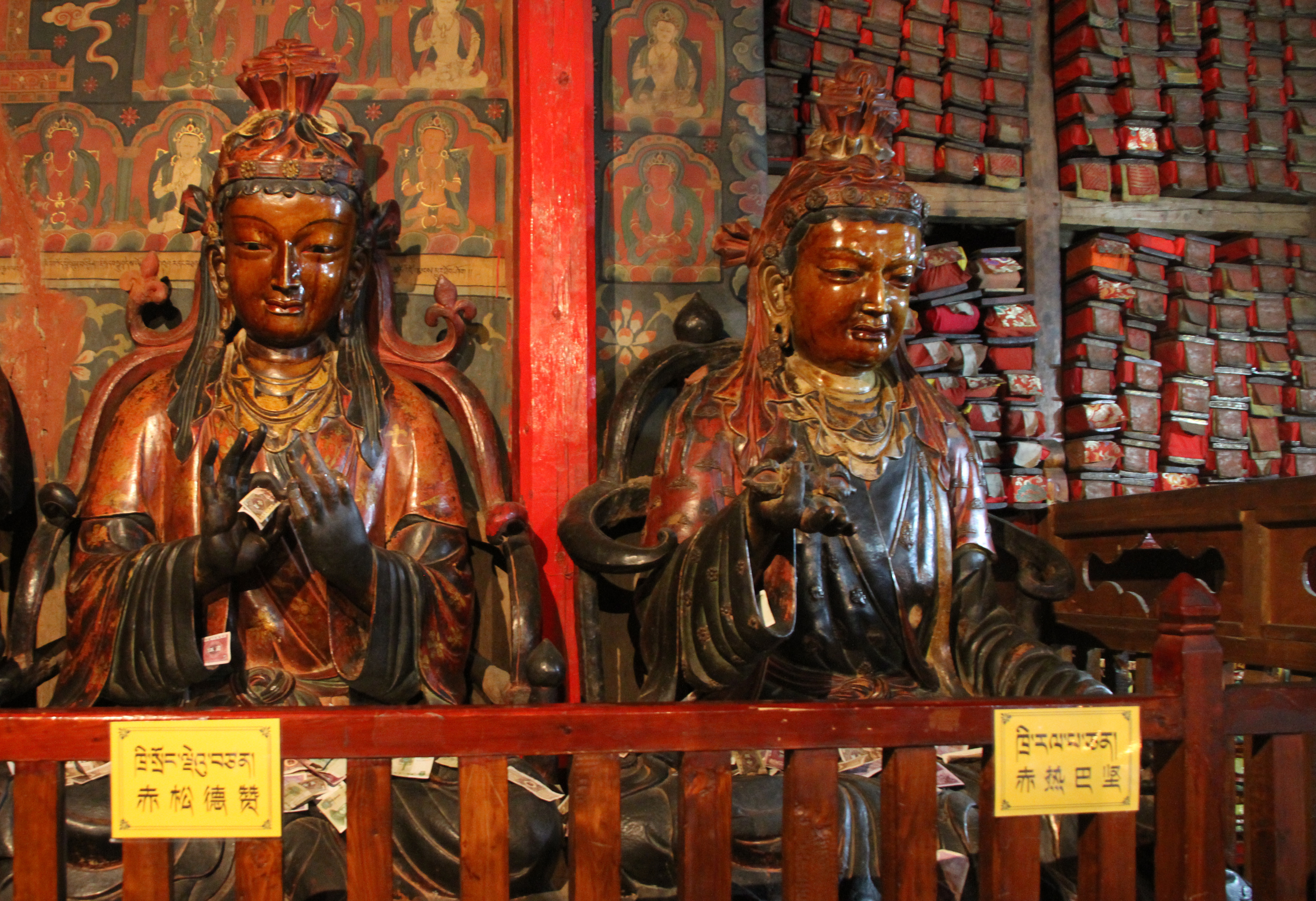
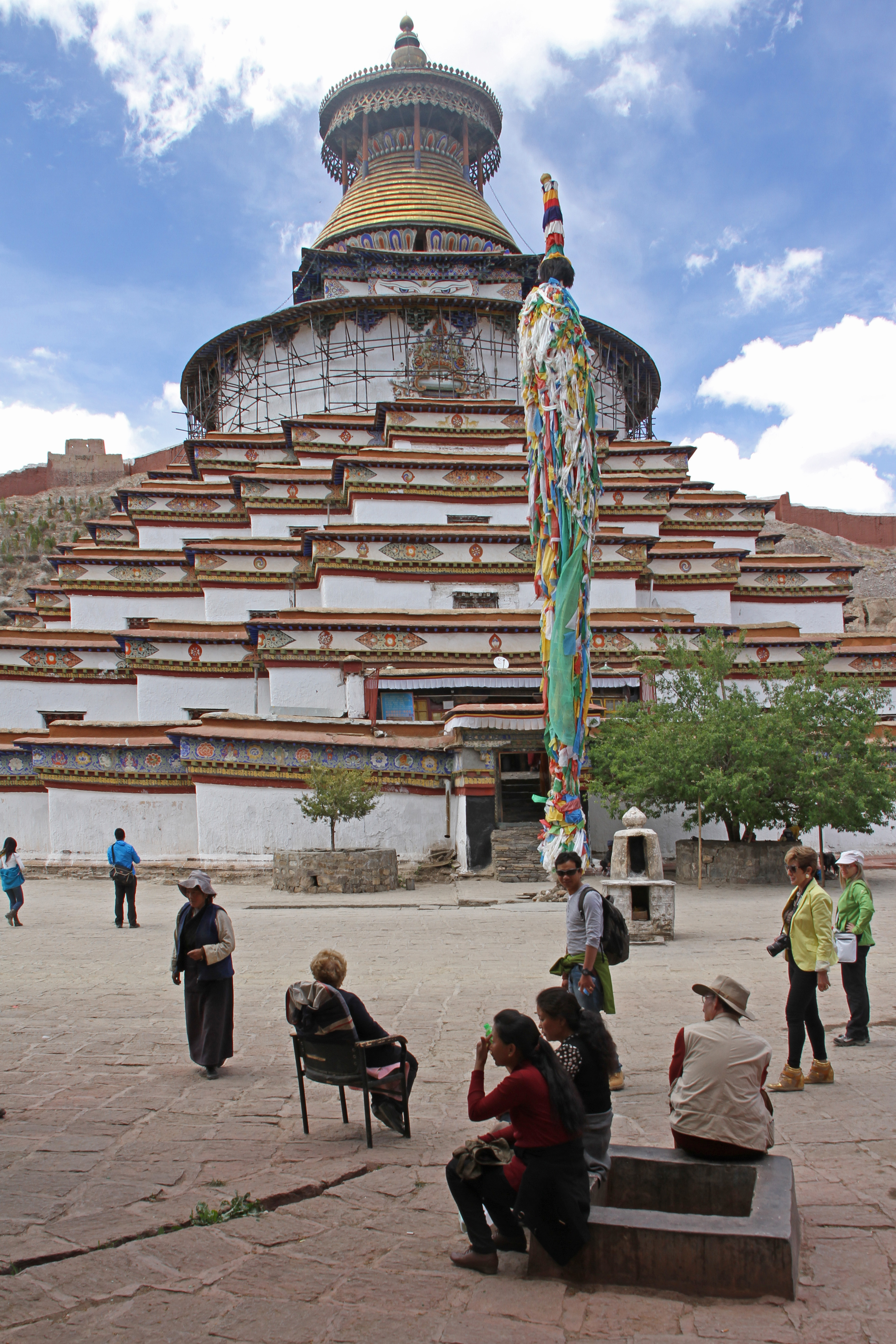
Kumbum